# Buntenbock
Buntenbock im Harz ist ein Ortsteil der Berg- und Universitätsstadt Clausthal-Zellerfeld im niedersächsischen Landkreis Goslar und liegt wenige Kilometer südlich der Kernstadt.

## Geographische Lage
Buntenbock liegt im Oberharz im Naturpark Harz. Es befindet sich auf der Harzhochebene etwa drei Kilometer südlich von Clausthal auf etwa 530 bis 600 m ü. NN. Das von einem quellnahen Oberlaufabschnitt der Innerste durchflossene Dorf ist umgeben von Wiesen, Wäldern und zahlreichen Oberharzer Teichen, darunter der an den Ortsrand grenzende Sumpfteich. Vorbei an Buntenbock führen der Harzer Hexenstieg und der Harzer Försterstieg. Etwa zwei Kilometer südwestlich der Ortschaft steht beim Dorf Lerbach der Aussichtsturm Kuckholzklippe, von dem sich ein Panorama im Harz und bis in das Harzvorland bietet.

## Geschichte
Buntenbock lag an der „Alten Harzstraße“ und war traditionell ein Dorf von Fuhrleuten, die vor allem für den Bergbau tätig waren. Aus dieser Zeit rührt auch die Nutztierhaltung, besonders von Pferden und Ziegen. Der Ort wurde 1615 erstmals in einer Besteuerungsurkunde des Fürstentums Grubenhagen genannt.
Am 1. Juli 1972 wurde die bis dahin selbständige Gemeinde nach Clausthal-Zellerfeld eingemeindet.
Der Tourismus spielt schon seit dem ausgehenden 19. Jahrhundert eine wichtige Rolle für den Ort. Damals warb man mit der gesunden „Höhenluft“ für einen erholsamen Kuraufenthalt in Buntenbock, heute stehen ca. 300 Gästebetten zur Verfügung. Seit Ende 2010 ist Buntenbock nicht mehr staatlich anerkannter Luftkurort.
2015 feierte der Ort sein 400-jähriges Bestehen. Es wurde dazu eine Ortschronik herausgegeben. Bis zur Aufgabe des „Haus des Gastes“ in Buntenbock befand sich in diesem ein Klöppelmuseum. 2023 wurde das neu errichtete Feuerwehrhaus in der Alten Fuhrherrenstraße bezogen.

### Einwohnerentwicklung
| Jahr      | 1792 | 1820 | 1830 | 1848 | 1852 | 1872 | 1880 | 1890 | 1910 | 1916 | 1917 | 1919 | 1925 | 1933 | 1939 | 1950 | 1956 | 1972 |
| --------- | ---- | ---- | ---- | ---- | ---- | ---- | ---- | ---- | ---- | ---- | ---- | ---- | ---- | ---- | ---- | ---- | ---- | ---- |
| Einwohner | 300  | 374  | 439  | 483  | 465  | 480  | 588  | 633  | 587  | 501  | 476  | 535  | 522  | 477  | 477  | 792  | 622  | 672  |

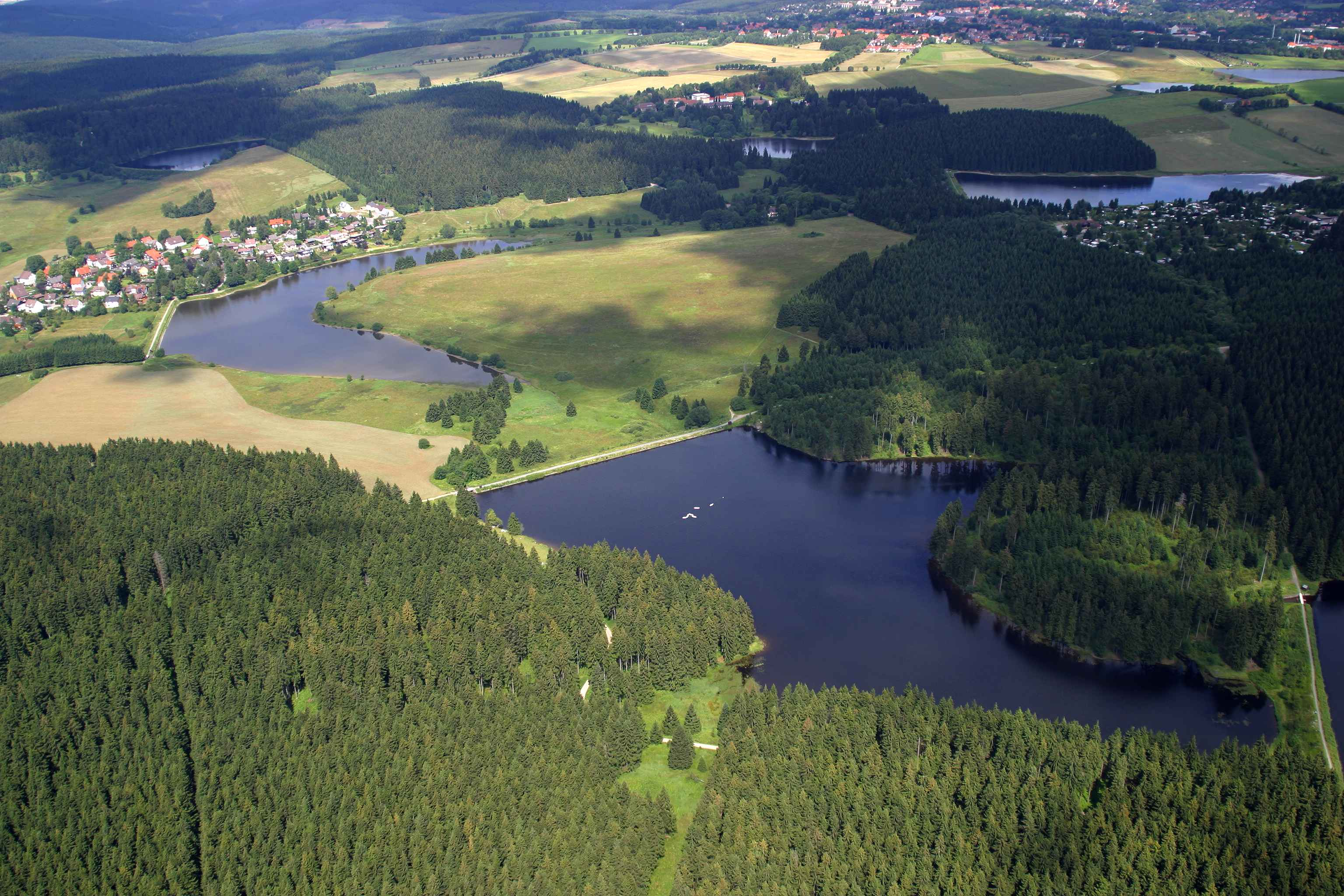
Buntenbock am Sumpfteich (links) u. a. mit Ziegenberger Teich (vorn), Pixhaier Teich (rechts) und Clausthal (oben)
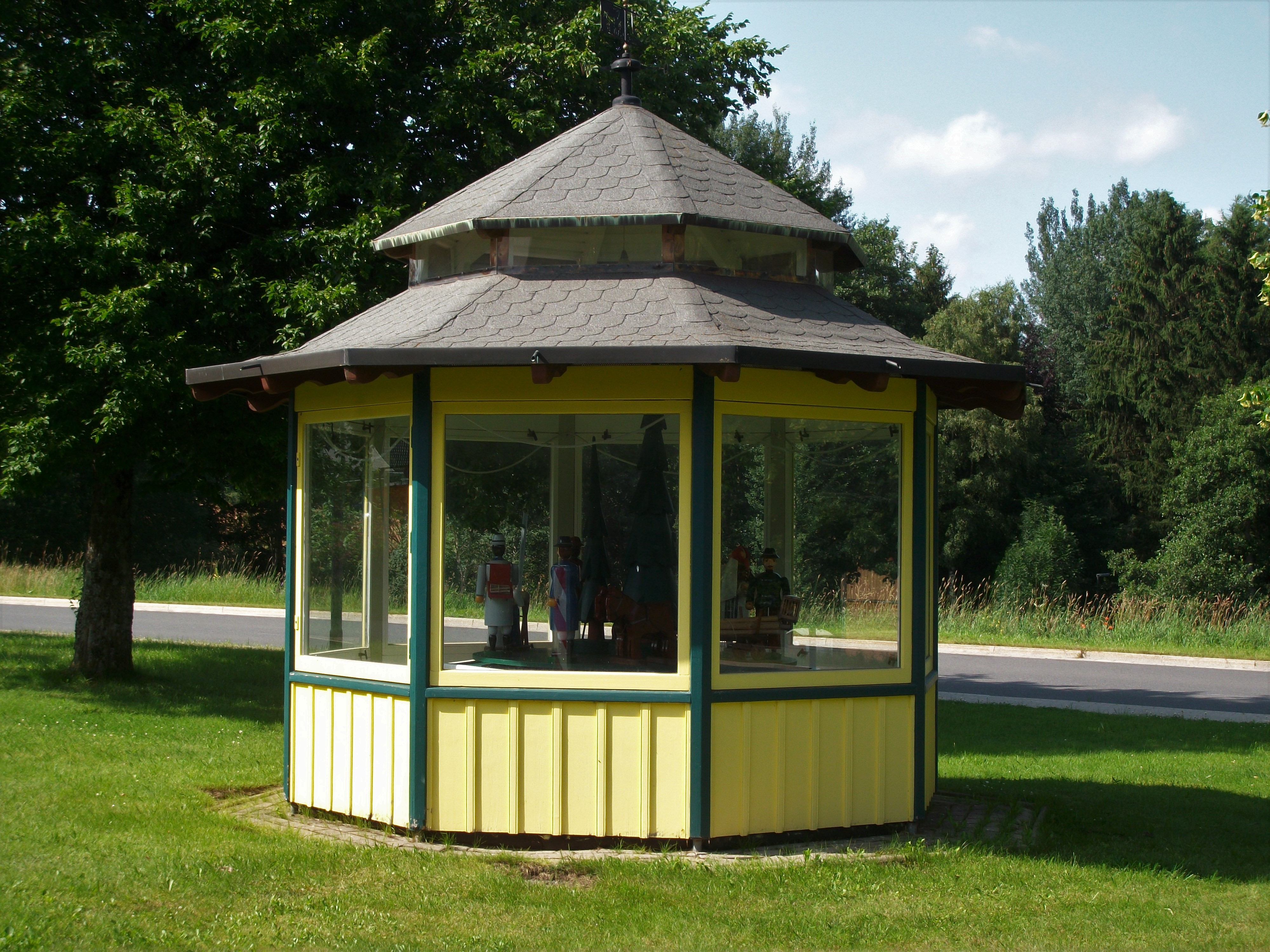
Riesenspieluhr in Buntenbock
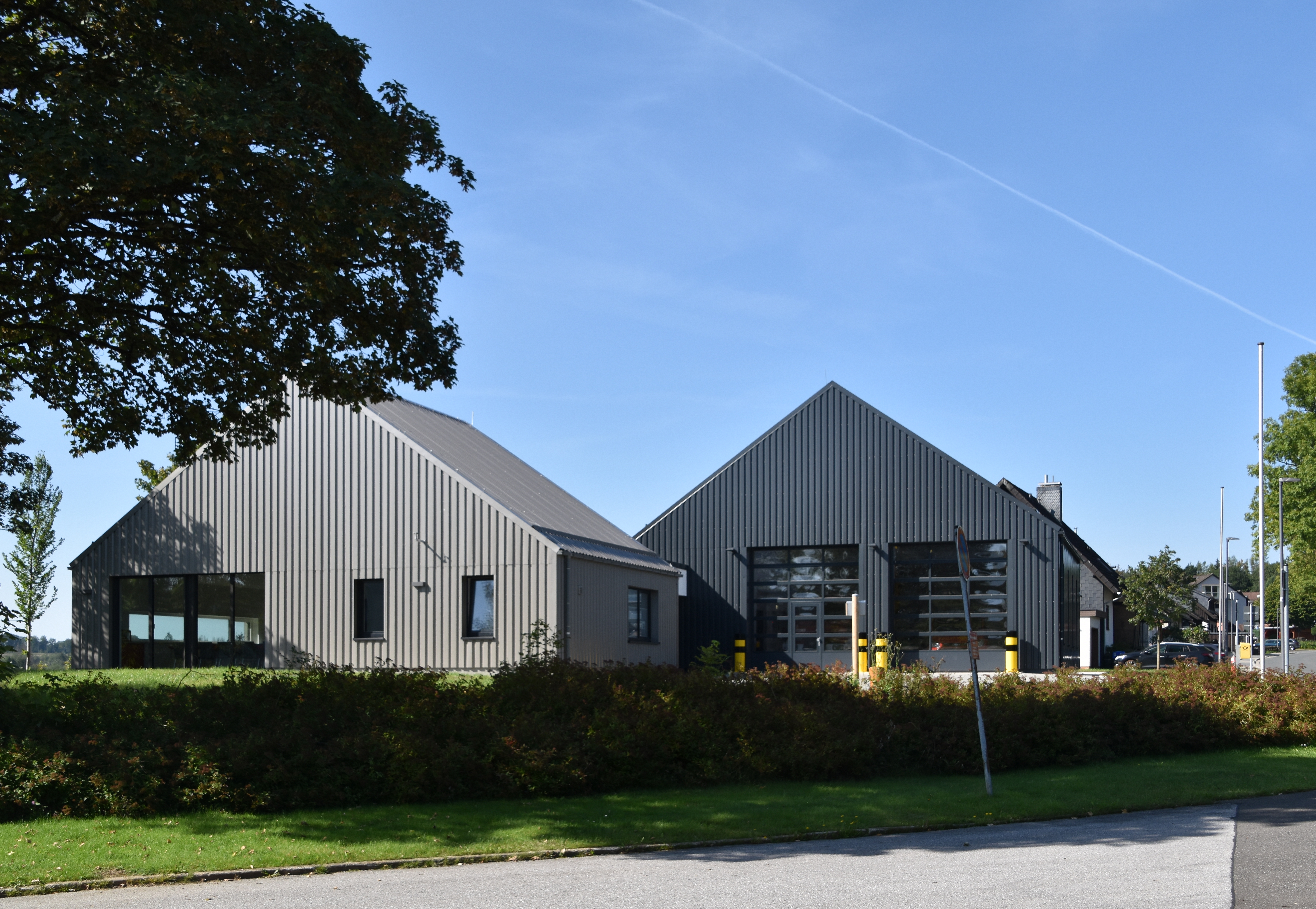
Feuerwehr Buntenbock
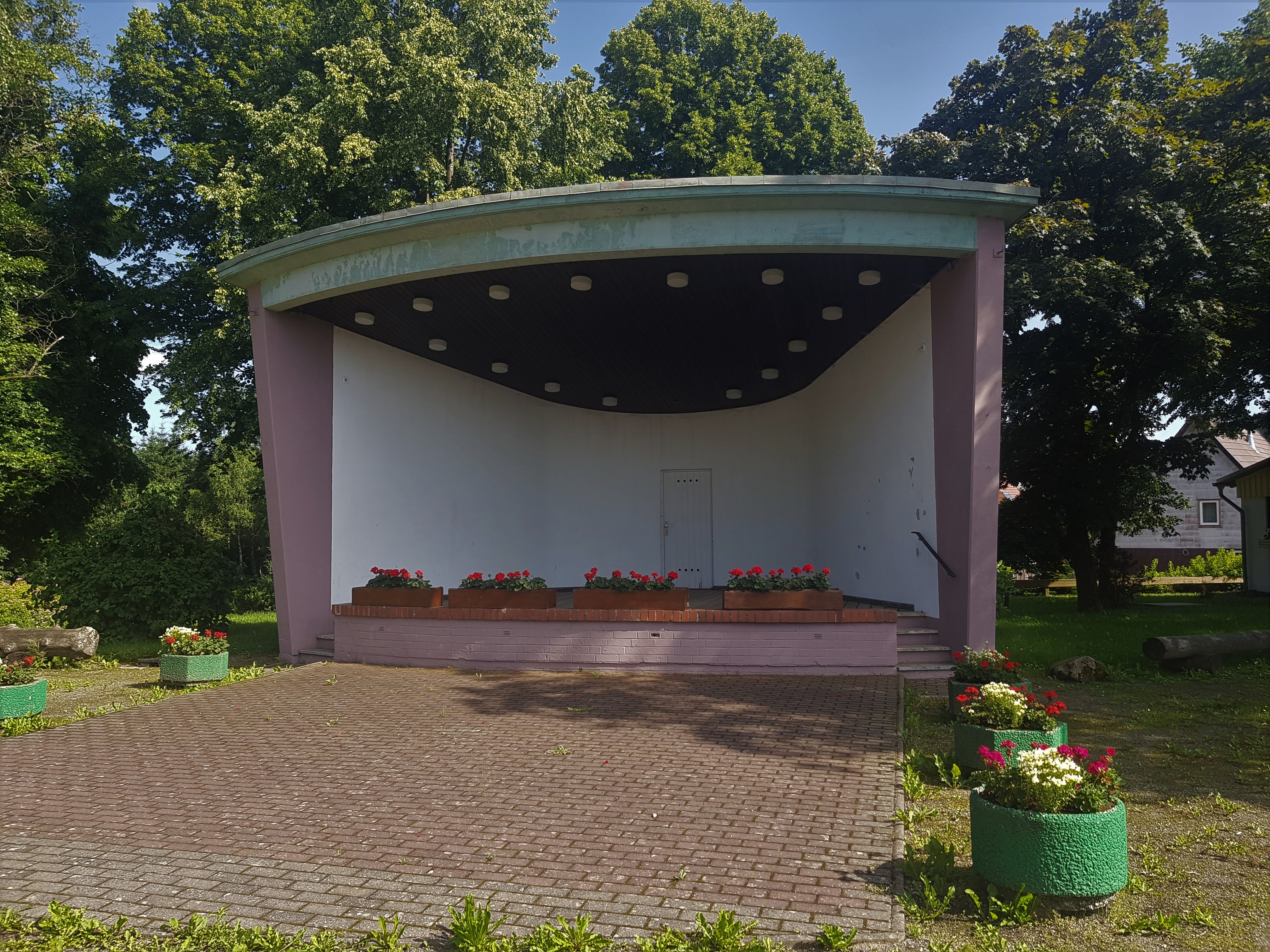
Bühne im Kurpark Buntenbock

## Dorfkirche Buntenbock

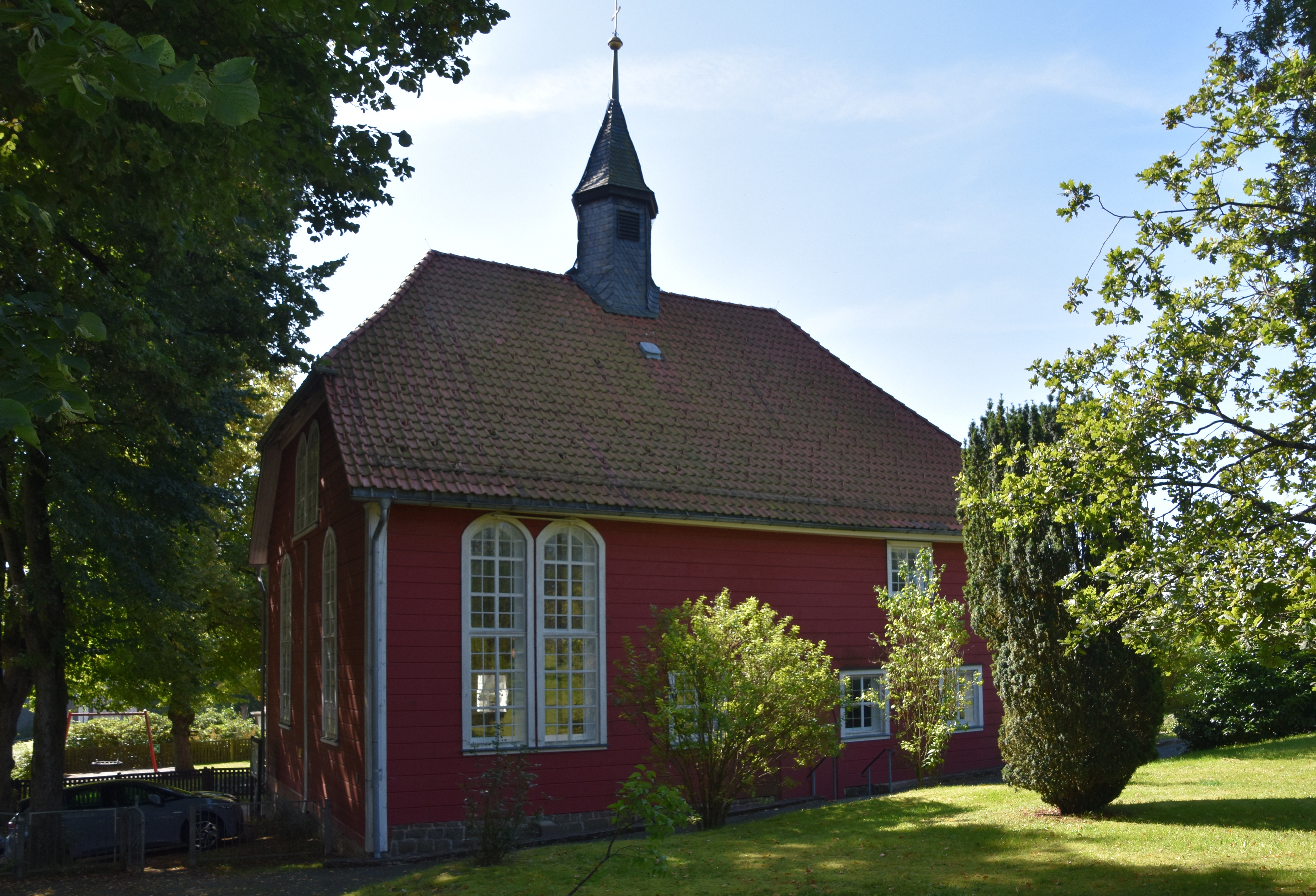
Dorfkirche

In der Mitte des Dorfes befindet sich die kleine Kirche des Ortes. Es handelt sich hierbei um ein holzverschaltes Gebäude mit Krüppelwalmdach und verschiefertem Dachreiter, dessen Innenraum tonnenverwölbt ist. Bereits seit 1666 ist eine Schule belegt, die auch für Gottesdienste genutzt wurde. Das genaue Baujahr der Kapelle ist unklar, jedoch sind seit 1708 Kapellenrechnungen nachweisbar. Eine Renovierung des Gebäudes fanden 1718 sowie 1724 statt. Gottesdienste in Buntenbock hielten anfangs noch Pastoren der Marktkirche Clausthal nur zu hohen Feiertagen ab, ehe 1762 regelmäßig Gottesdienste initiiert wurden. Eine erste Orgel wurde 1834 beschafft, die 1900 durch eine neue Orgel ersetzt wurde. Das Instrument hielt bis 1977, als die Gemeinde ein neues Positiv der Firma Paul Ott aus Göttingen beschaffte. Seit 2000 versieht das jetzige Instrument von Rudolf Janke seinen Dienst in der Kapelle.

## Regelmäßige Veranstaltungen
- Vieh- und Weidetag (Mitte August)
- Volks- und Schützenfest Buntenbock (Ende August)